# 퀴어 애즈 포크 (2000년 드라마)
퀴어 애즈 포크는 러셀 T 데이비스가 제작한 동명의 영국 TV 시리즈를 쇼타임과 템플 스트리트 프로덕션이 공동제작한 미국과 캐나다의 TV 시리즈이다. 이 북미 퀴어 애즈 포크 시리즈는 독립영화 작업으로 알려진 브루스 맥도널드, 데이비스 웰링턴, 켈리 마킨, 존 그레이슨, 제레미 포데스와, 마이클 드카를로와 같은 캐나다 감독들과 파일럿 에피소드를 만들기도 한 유명한 오스트레일리아 출신 러셀 멀카이 감독이 참여하였다. 수석 작가는 론 코웬과 대니얼 립맨로, 전 워너 브라더스 사장이었던 토니 조나스와 함께 총 제작자를 함께했다. 후반부 시즌의 작가로는 마이클 맥레넌, 에프림 시거, 브래드 프레이저, 델 쇼어스, 션 포스토프가 있다.

## 같이 보기
- 루킹